# Dicliptera caucensis
Dicliptera caucensis är en akantusväxtart som beskrevs av Emery Clarence Leonard. Dicliptera caucensis ingår i släktet Dicliptera och familjen akantusväxter. Inga underarter finns listade i Catalogue of Life.